# ماهی‌خورک چهچه‌زن
ماهی‌خورک چهچه‌زن (نام علمی: Todiramphus tutus) گونه‌ای از پرندگان خانواده ماهی‌خورک‌های رودخانه‌ایAlcedinidae است. این گونه در جزایر کوک و جزایر انجمن در پلی‌نزی فرانسه یافت می‌شود.
ماهی‌خورک چهچه‌زن به تنهایی یا به صورت جفت زندگی می‌کند و از حشرات و مارمولک‌هایی که روی بال یا از روی زمین گرفته شده‌اند تغذیه می‌کند. این گونه در حفره درختان لانه می‌سازد.